# Lo sparviero di Londra
Lo sparviero di Londra  (Lured) è un film statunitense del 1947 diretto da Douglas Sirk, rifacimento del francese L'imboscata (1939).

## Trama
Nella Londra d'inizio Novecento, un poeta assassino annuncia i propri delitti inviando ogni volta alla polizia dei versi ispirati allo stile di Charles Baudelaire, nei quali lo psicoanalista del commissariato individua una macabra ossessione per la grazia femminile.
Dopo la scomparsa di Lucy Barnard, la sua amica Sandra Carpenter accetta di far da esca per l'ispettore Temple, che le chiede di rispondere alle inserzioni sui giornali, attraverso cui il maniaco sembra reclutare le proprie vittime, scegliendo ragazze giovani e belle.
Sandra si ritroverà ad avere a che fare con numerosi individui loschi e particolari, da cui la difenderanno gli agenti di scorta al suo seguito. Tra un'indagine e l'altra, farà anche la conoscenza di Robert Fleming, un reclutatore di ballerine dalla personalità brillante, che, dopo aver conquistato il cuore di Sandra, cadrà a sua volta tra i sospettati assieme al proprio fidato assistente Julian Wilde.

## Critica
Il Morandini commenta: «I sospettati sono tanti. 4° film hollywoodiano del tedesco-danese Detlef Sierck, mescola l'atmosfera del thriller anglosassone, le suggestioni dell'horror, i toni della commedia giallorosa».